# Патрісія Лопес Арнаїс
Патрісія Лопес Арнаїс (ісп. Patricia López Arnáiz; *15 квітня 1981, Віторія, Іспанія) — іспанська театральна та кіноактриса.

## Біографія
Патрісія Лопес Арнаїс народилася 15 квітня 1981 року у Віторії. Закінчила Університет Країни Басків (реклама та зв'язки з громадськістю). Після закінчення університету Патрісія вступила до театральної школи "Ortzai".
Дебютувала на театральній сцені у 2008 році.

## Вибіркова фільмографія
- Осінь без Берліна (2015)
- Криваве дерево (2018)